# Looney Tunes: Space Race
Looney Tunes: Space Race è un videogioco di simulazione di guida sviluppato da Infogrames Melbourne House e pubblicato da Infogrames per la console Dreamcast nel 2000. Sebbene fosse stata sviluppata una versione per Nintendo 64, non fu mai distribuita. In seguito fu convertito per PlayStation 2 nel 2002 (con il titolo Space Race) con una nuova modalità torneo e una diversa colonna sonora.

## Modalità di gioco
Looney Tunes: Space Race è un gioco di corse su kart in cui i giocatori possono gareggiare nei panni dei famosi personaggi della serie Looney Tunes. Sono disponibili undici personaggi selezionabili: otto iniziali (Daffy Duck, Bugs Bunny, Gatto Silvestro, Willy il Coyote, Yosemite Sam e Taddeo) e tre sbloccabili (Porky Pig, Marvin il marziano e Il Re degli Insta-Marziani). Il gioco presenta 12 piste. Ogni tracciato presenta scatole Acme contenenti oggetti gag, che fungono da potenziamenti e possono essere utilizzati come armi contro gli avversari. Gli oggetti includono incudini, pianoforti e buchi neri. Inoltre, lungo i percorsi si possono trovare dei contenitori verdi: raccogliendone cinque, il giocatore può attivare una turbo spinta.
Il gioco offre diverse modalità, tra cui gare singole o multigiocatore (fino a quattro giocatori), sfida ed eventi Acme. La versione per PlayStation 2 include anche una modalità esclusiva chiamata Torneo.

## Sviluppo
Looney Tunes: Space Race è stato annunciato per la prima volta nel marzo 1998 e sviluppato da New Wave USA. Il gioco è stato presentato all'E3 1999 insieme a un altro titolo dei Looney Tunes per Nintendo 64, Taz Express. Nell'agosto 1999, il progetto è stato spostato sulla console Dreamcast, con lo sviluppo che è passato da New Wave Usa a Infogrames Melbourne House. Successivamente, il gioco è stato mostrato nuovamente all'E3 2000, dove risultava completato al 70%.

## Accoglienza
La versione per Dreamcast ha ricevuto recensioni "favorevoli", mentre quella per PlayStation 2 ha ottenuto recensioni "miste o nella media", secondo il sito di aggregazione Metacritic. Evan Shamoon di NextGen ha commentato la versione per Dreamcast dicendo: "Nonostante una decisione di design frustrante, questo è un gioco splendidamente presentato ed estremamente piacevole, e facilmente il miglior gioco di corse di kart su Dreamcast".